# Okounov
Okounov település Csehországban, Chomutovi járásban. Okounov Hradiště, Stráž nad Ohří, Klášterec nad Ohří és Perštejn településekkel határos. Lakosainak száma 435 fő (2024. január 1.).

## Népesség
A település lakosságának változását az alábbi diagram mutatja:
| Lakosok száma | 839  | 890  | 918  | 479  | 335  | 303  | 339  | 369  | 397  | 435  |
|               | 1869 | 1900 | 1921 | 1961 | 1980 | 2011 | 2016 | 2019 | 2021 | 2024 |